# Étienne de Montauban
Pour les articles homonymes, voir Montauban (homonymie).
Étienne de Montauban est un célèbre chef de flibustiers, mort à Léogâne (Saint-Domingue) en 1710. On ignore la date et le lieu de sa naissance et les causes qui l’amenèrent à embrasser le genre de vie des fameux écumeurs de mer des Antilles. 

## Biographie
Joignant l’habileté d’un marin consommé à une bravoure à toute épreuve, il acquit un rapide ascendant sur ses compagnons et, à la tête d’équipages exclusivement composés de Français, il fit une guerre acharnée pendant vingt ans aux Espagnols et aux Anglais en prenant pour principal théâtre de ses exploits les côtes de la Nouvelle-Espagne, de Carthagène des Indes, du Mexique, de la Floride, de la Nouvelle-York, de la Guinée, des Canaries et du Cap Vert. 
En 1691, il alla ravager la côte de Guinée et détruisit le fort de Sierra-Leone. Trois ans plus tard, Montauban amena en France et vendit plusieurs prises faites sur les Anglais dans les mers d’Amérique. En 1695, il quitta Bordeaux sur une corvette de 34 canons, retourna sur les côtes de Guinée où il captura ou rançonna un grand nombre de navires hollandais et anglais, croisa ensuite sur les côtes d’Angola, aborda un bâtiment anglais de 52 canons, et il venait de s’en emparer lorsque le feu, qui prit aux poudres, fit sauter les deux vaisseaux. 
Échappé comme par miracle à cette terrible explosion, Montauban parvint avec quelques-uns de ses compagnons à gagner la côte, où il fut accueilli par des Africains à qui il avait rendu la liberté. Au bout de quelque temps, il put s’embarquer sur un navire portugais, gagna les Antilles et de là revint en France. 

## Œuvres
Il passe pour l’auteur d’une Relation du voyage du sieur de Montauband, capitaine de flibustiers, en Guinée, en l’année 1695, laquelle a été publiée à la suite de la traduction de Las Casas, Tyrannies et cruautés des Espagnols (Amsterdam, 1698, in-12).

## Source
- « Étienne de Montauban », dans Pierre Larousse, Grand dictionnaire universel du XIXe siècle, Paris, Administration du grand dictionnaire universel, 15 vol., 1863-1890 [détail des éditions].
- Histoire du sieur de Montauban, capitaine flibustier : course, traite et littérature  (préf. Maxime Martignon), Toulouse, Anacharsis, 2021, 109 p. (ISBN 979-10-279-0419-8, SUDOC 263448363)
- Jean-Pierre Chevalier, Le capitaine Montauban (Flibustier 1660-1700), Libourne, Arts Graphiques d'Aquitaine, 2006, 139 p. (ISBN 2-86343-035-1, SUDOC 111912865)